# Лёгкая атлетика на летних Олимпийских играх 2004
Соревнования по лёгкой атлетике на Играх XXVIII Олимпиады проходили 18 и с 20 по 29 августа 2004 года. Было разыграно 46 комплектов наград: 24 у мужчин и 22 у женщин.
Основной ареной соревнований стал Олимпийский стадион Афин, но часть легкоатлетической программы была вынесена за его пределы. Марафонские забеги начинались в местечке Марафон и заканчивались на Панафинейском, или Мраморном, стадионе (Panathinaiko Stadium), практически повторяя маршрут марафона первых Олимпийских игр современности. Соревнования по спортивной ходьбе проходили по улицам Афин, а толкатели ядра состязались на античном стадионе в Олимпии.

## Медали

### Общий зачёт
| Общее количество медалей |                          |        |         |        |       |
| Место                    | Страна                   | Золото | Серебро | Бронза | Всего |
| 1                        | США                      | 9      | 11      | 5      | 25    |
| 2                        | Россия                   | 6      | 7       | 6      | 19    |
| 3                        | Великобритания           | 3      | 0       | 1      | 4     |
| 4                        | Швеция                   | 3      | 0       | 0      | 3     |
| 5                        | Эфиопия                  | 2      | 3       | 2      | 7     |
| 6                        | Греция                   | 2      | 2       | 1      | 5     |
| 7                        | Куба                     | 2      | 1       | 2      | 5     |
| 7                        | Ямайка                   | 2      | 1       | 2      | 5     |
| 9                        | Марокко                  | 2      | 1       | 0      | 3     |
| 10                       | Италия                   | 2      | 0       | 1      | 3     |
| 11                       | Китай                    | 2      | 0       | 0      | 2     |
| 11                       | Япония                   | 2      | 0       | 0      | 2     |
| 13                       | Кения                    | 1      | 4       | 2      | 7     |
| 14                       | Литва                    | 1      | 1       | 0      | 2     |
| 15                       | Чехия                    | 1      | 0       | 2      | 3     |
| 16                       | Багамские Острова        | 1      | 0       | 1      | 2     |
| 16                       | Польша                   | 1      | 0       | 1      | 2     |
| 18                       | Беларусь                 | 1      | 0       | 0      | 1     |
| 18                       | Камерун                  | 1      | 0       | 0      | 1     |
| 18                       | Доминиканская Республика | 1      | 0       | 0      | 1     |
| 18                       | Норвегия                 | 1      | 0       | 0      | 1     |
| 22                       | Румыния                  | 0      | 2       | 1      | 3     |
| 23                       | Германия                 | 0      | 2       | 0      | 2     |
| 23                       | ЮАР                      | 0      | 2       | 0      | 2     |
| 25                       | Австралия                | 0      | 1       | 2      | 3     |
| 25                       | Испания                  | 0      | 1       | 2      | 3     |
| 25                       | Украина                  | 0      | 1       | 2      | 3     |
| 28                       | Дания                    | 0      | 1       | 1      | 2     |
| 28                       | Португалия               | 0      | 1       | 1      | 2     |
| 30                       | Венгрия                  | 0      | 1       | 0      | 1     |
| 30                       | Латвия                   | 0      | 1       | 0      | 1     |
| 30                       | Мексика                  | 0      | 1       | 0      | 1     |
| 33                       | Франция                  | 0      | 0       | 2      | 2     |
| 33                       | Нигерия                  | 0      | 0       | 2      | 2     |
| 35                       | Бразилия                 | 0      | 0       | 1      | 1     |
| 35                       | Эритрея                  | 0      | 0       | 1      | 1     |
| 35                       | Эстония                  | 0      | 0       | 1      | 1     |
| 35                       | Казахстан                | 0      | 0       | 1      | 1     |
| 35                       | Словения                 | 0      | 0       | 1      | 1     |

### Медалисты

#### Женщины
| Дисциплина                     | Золото                                                                                        | Серебро | Бронза                                                                               |
| 100 метров см. подробнее       | Юлия Нестеренко Беларусь                                                                      | Лорин Уильямс США                                                                                                 | Вероника Кэмпбелл-Браун Ямайка                                                       |
| 200 метров см. подробнее       | Вероника Кэмпбелл-Браун Ямайка                                                                | Эллисон Феликс США                                                                                                | Дебби Фергюссон Багамские Острова                                                    |
| 400 метров см. подробнее       | Тоник Уильямс-Дарлинг Багамские Острова                                                       | Ана Гевара Мексика                                                                                                | Наталья Антюх Россия                                                                 |
| 800 метров см. подробнее       | Келли Холмс Великобритания                                                                    | Хасна Бенхасси Марокко                                                                                            | Иоланда Чеплак Словения                                                              |
| 1500 метров см. подробнее      | Келли Холмс Великобритания                                                                    | Татьяна Томашова Россия                                                                                           | Мария Чонкан Румыния                                                                 |
| 5000 метров см. подробнее      | Месерет Дефар Эфиопия                                                                         | Изабелла Очичи Кения                                                                                              | Тирунеш Дибаба Эфиопия                                                               |
| 10 000 метров см. подробнее    | Син Хуэйна Китай                                                                              | Эджегайеху Дибаба Эфиопия                                                                                         | Дерарту Тулу Эфиопия                                                                 |
| Марафон см. подробнее          | Мидзуки Ногути Япония                                                                         | Катрин Ндереба Кения                                                                                              | Дина Кастор США                                                                      |
| 100 метров с/б см. подробнее   | Джоанна Хейз США                                                                              | Елена Красовская Украина                                                                                          | Мелисса Моррисон США                                                                 |
| 400 метров с/б см. подробнее   | Фани Халкия Греция                                                                            | Ионела Тырля Румыния                                                                                              | Татьяна Терещук-Антипова Украина                                                     |
| Эстафета 4×100 м см. подробнее | Ямайка · Тайна Лоуренс · Шерон Симпсон · Элин Бэйли · Вероника Кэмпбелл · Беверли Макдональд* | Россия · Ольга Фёдорова · Юлия Табакова · Ирина Хабарова · Лариса Круглова                                        | Франция · Вероник Ман · Мюрель Юрти · Сильвиан Феликс · Кристина Аррон               |
| Эстафета 4×400 м см. подробнее | США[a] · Диди Троттер · Моника Хендерсон · Саня Ричардс · Моника Хеннаган · Мушауми Робинсон* | Россия · Олеся Красномовец · Наталья Назарова · Олеся Зыкина · Наталья Антюх · Татьяна Фирова* · Наталья Иванова* | Ямайка · Новелин Уильямс · Мишель Бургер · Надя Дэви · Сэнди Ричардс · Ронетта Смит* |
| Ходьба на 20 км см. подробнее  | Атанасия Цумелека Греция                                                                      | Олимпиада Иванова Россия                                                                                          | Джейн Савийе Австралия                                                               |
| Прыжок в высоту см. подробнее  | Елена Слесаренко Россия                                                                       | Хестри Клуте ЮАР                                                                                                  | Виктория Стёпина Украина                                                             |
| Прыжок с шестом см. подробнее  | Елена Исинбаева Россия                                                                        | Светлана Феофанова Россия                                                                                         | Анна Роговска Польша                                                                 |
| Прыжок в длину см. подробнее   | Татьяна Лебедева Россия                                                                       | Ирина Симагина Россия                                                                                             | Татьяна Котова Россия                                                                |
| Тройной прыжок см. подробнее   | Франсуаз Мбанго Этоне Камбоджа                                                                | Хрисопия Деветци Греция                                                                                           | Татьяна Лебедева Россия                                                              |
| Толкание ядра см. подробнее    | Юмилейди Кумба Куба                                                                           | Надин Кляйнерт Германия                                                                                           | не вручалась[b]                                                                      |
| Толкание ядра см. подробнее    | Ирина Коржаненко Россия[b]                                                                    | Надин Кляйнерт Германия                                                                                           | не вручалась[b]                                                                      |
| Метание диска см. подробнее    | Наталья Садова Россия                                                                         | Анастасия Келесиду Греция                                                                                         | Вера Поспишилова Чехия                                                               |
| Метание диска см. подробнее    | Наталья Садова Россия                                                                         | Анастасия Келесиду Греция                                                                                         | Ирина Ятченко Беларусь[c]                                                            |
| Метание молота см. подробнее   | Ольга Кузенкова Россия                                                                        | Ипси Морено Куба                                                                                                  | Юнайка Кроуфорд Куба                                                                 |
| Метание копья см. подробнее    | Ослейдис Менендес Куба                                                                        | Штеффи Нериус Германия                                                                                            | Мирела Маньяни Греция                                                                |
| Семиборье см. подробнее        | Каролина Клюфт Швеция                                                                         | Аустра Скуйте Литва                                                                                               | Келли Созертон Великобритания                                                        |

* Спортсмены, участвовавшие только в забегах и получившие медали
- a Кристал Кокс (США), бежавшая в предварительном раунде в составе эстафетной команды, призналась в употреблении анаболических стероидов с 2001 по 2004 год. МОК принял решение отозвать золотую медаль у Кристал Кокс и попросил ИААФ принять решение по поводу американской команды. МОК и ИААФ объявили, что результат останется в силе, так как, согласно правилам того времени, команда не должна быть дисквалифицирована из-за допингового нарушения спортсмена, который не участвовал в финале.[1][2]
- b  Российская спортсменка Ирина Коржаненко лишилась золотой медали в женском толкании ядра из-за допинга, олимпийской чемпионкой стала кубинка Юмилейди Кумба, серебряную медаль получила немка Надин Кляйнерт, бронзовую - россиянка Светлана Кривелева[3], однако позже Кривелева была лишена бронзы по той же причине. МОК принял решение объявить бронзовую медаль вакантной.[4]
- c Ирина Ятченко была дисквалифицирована за применение допинга. На заседании Исполнительного совета МОК 30 мая 2013 года бронзовая награда была присуждена чешке Вере Поспишиловой.[5][6]

#### Мужчины
| Дисциплина                                | Золото                                                                                           | Серебро                                                                         | Бронза                                                                  |
| 100 метров см. подробнее                  | Джастин Гэтлин США                                                                               | Фрэнсис Обиквелу Португалия                                                     | Морис Грин США                                                          |
| 200 метров см. подробнее                  | Шон Кроуфорд США                                                                                 | Бернард Уильямс США                                                             | Джастин Гэтлин США                                                      |
| 400 метров см. подробнее                  | Джереми Уоринер США                                                                              | Отис Харрис США                                                                 | Деррик Брю США                                                          |
| 800 метров см. подробнее                  | Юрий Борзаковский Россия                                                                         | Мбулаени Мулаудзи ЮАР                                                           | Уилсон Кипкетер Дания                                                   |
| 1500 метров см. подробнее                 | Хишам Эль-Герруж Марокко                                                                         | Бернард Лагат Кения                                                             | Руи Силва Португалия                                                    |
| 5000 метров см. подробнее                 | Хишам Эль-Герруж Марокко                                                                         | Кенениса Бекеле Эфиопия                                                         | Элиуд Кипчоге Кения                                                     |
| 10 000 метров см. подробнее               | Кенениса Бекеле Эфиопия                                                                          | Силеши Сихине Эфиопия                                                           | Зерсенай Тадесе Эритрея                                                 |
| Марафон см. подробнее                     | Стефано Бальдини Италия                                                                          | Мебрахтом Кефлезигхи США                                                        | Вандерлей де Лима Бразилия                                              |
| 110 метров с/б см. подробнее              | Лю Сян Китай                                                                                     | Терренс Трэммелл США                                                            | Аньер Гарсия Куба                                                       |
| 400 метров с/б см. подробнее              | Феликс Санчес Доминиканская Республика                                                           | Дэнни Макфарлейн Ямайка                                                         | Наман Кейта Франция                                                     |
| 3000 метров с препятствиями см. подробнее | Эзекиль Кембой Кения                                                                             | Бримин Кипруто Кения                                                            | Пол Коэч Кения                                                          |
| Эстафета 4×100 м см. подробнее            | Великобритания · Джейсон Гарденер · Даррен Кэмпбелл · Марлон Девониш · Марк Льюис-Фрэнсис        | США · Шон Кроуфорд · Джастин Гэтлин · Коби Миллер · Морис Грин · Дарвис Пэттон* | Нигерия · Олусоджи Фасуба · Ученна Эмедолу · Аарон Эгбеле · Деджи Алю   |
| Эстафета 4×400 м см. подробнее            | США · Отис Харрис · Деррик Брю · Джереми Уоринер · Дарольд Уильямсон · Эндрю Рок* · Келли Уилли* | Австралия · Джон Стеффенсен · Марк Ормрод · Патрик Дуайер · Клинтон Хилл        | Нигерия · Саул Вейгопва · Муса Ауду · Джеймс Годдэй · Энефьок Удо-Обонг |
| Ходьба на 20 км см. подробнее             | Ивано Бруньетти Италия                                                                           | Франсиско Хавьер Фернандес Испания                                              | Нейтан Дикс Австралия                                                   |
| Ходьба на 50 км см. подробнее             | Роберт Корженёвский Польша                                                                       | Денис Нижегородов Россия                                                        | Алексей Воеводин Россия                                                 |
| Прыжок в высоту см. подробнее             | Стефан Хольм Швеция                                                                              | Мэтт Хемингуэй США                                                              | Ярослав Баба Чехия                                                      |
| Прыжок с шестом см. подробнее             | Тимоти Мэк США                                                                                   | Тоби Стивенсон США                                                              | Джузеппе Джибилиско Италия                                              |
| Прыжок в длину см. подробнее              | Дуайт Филлипс США                                                                                | Джон Моффитт США                                                                | Хуан Лино Мартинес Испания                                              |
| Тройной прыжок см. подробнее              | Кристиан Олссон Швеция                                                                           | Мариан Опря Румыния                                                             | Данил Буркеня Россия                                                    |
| Толкание ядра см. подробнее               | Адам Нельсон США                                                                                 | Йоахим Ольсен Дания                                                             | Мануэль Мартинес Испания                                                |
| Толкание ядра см. подробнее               | Юрий Белоног Украина[d]                                                                          | Йоахим Ольсен Дания                                                             | Мануэль Мартинес Испания                                                |
| Метание диска см. подробнее               | Виргилиус Алекна Литва                                                                           | Золтан Кёваго Венгрия                                                           | Александр Таммерт Эстония                                               |
| Метание диска см. подробнее               | Роберт Фазекаш Венгрия                                                                           | Золтан Кёваго Венгрия                                                           | Александр Таммерт Эстония                                               |
| Метание молота см. подробнее              | Кодзи Мурофуси Япония                                                                            | не вручалась[e]                                                                 | не вручалась[e]                                                         |
| Метание молота см. подробнее              | Адриан Аннуш Венгрия[e]                                                                          | не вручалась[e]                                                                 | Иван Тихон Беларусь[e]                                                  |
| Метание копья см. подробнее               | Андреас Торкильдсен Норвегия                                                                     | Вадим Василевский Латвия                                                        | Сергей Макаров Россия                                                   |
| Десятиборье см. подробнее                 | Роман Шебрле Чехия                                                                               | Брайан Клэй США                                                                 | Дмитрий Карпов Казахстан                                                |

* Спортсмены, участвовавшие только в забегах и получившие медали
- d После объявления о дисквалификации за употребление допинга украинского спортсмена Юрия Белонога, завоевавшего тогда золотую медаль, в марте 2013 года произошло распределение медалей. МОК объявил победителем серебряного призера Адама Нельсона (США), бронзовому призеру Йоахиму Ольсену (Дания) было присуждено серебро, а финишировавшему на четвертом месте Мануэлю Мартинесу (Испания) - бронза.[5][6]
- b Адриан Аннуш и Иван Тихон были дисквалифицированы из-за применения допинга. МОК решил объявить серебряную и бронзовую медали вакантными.[7]

## Дисциплины

### Технические дисциплины
В число технических дисциплин входят: прыжок в длину, тройной прыжок, прыжок с шестом, прыжок в высоту, толкание ядра, метание молота, метание диска и метание копья. Всего в технических дисциплинах будет разыграно 16 комплектов наград (8 у мужчин и 8 у женщин).

### Беговые дисциплины
В программу беговых дисциплин были включены следующие дистанции: 100 м, 200 м, 400 м, 800 м, 1500 м, 5000 м, 10 000 м, 100 м с барьерами (женщины), 110 м барьерами (мужчины), 400 м с барьерами, 3000 м с препятствиями и эстафеты 4×100 м и 4х400 м. В беговых дисциплинах будет разыграно 24 комплекта наград (по 12 у мужчин и женщин).

### Многоборья
В их число входят десятиборье у мужчин и семиборье у женщин. В каждом виде спортсмены соревнуются два дня. Десятиборье включает бег на 100 м, прыжок в длину, толкание ядра, прыжок в высоту, бег на 400 м, бег на 110 м с барьерами, метание диска, прыжок с шестом, метание копья и бег на 1 500 м. Семиборье состоит из бега на 100 м с барьерами, прыжка в высоту, толкания ядра, бега на 200 м, прыжка в длину, метания копья и бега на 800 м. В комбинированных дисциплинах будет разыграно 2 комплекта наград.

### Шоссейные дисциплины
В число шоссейных дисциплин включены: марафон и спортивная ходьба на 20 км у мужчин и женщин, а также спортивная ходьба на 50 км у мужчин. В этих дисциплинах разыгрывается 5 комплектов медалей (3 у мужчин и 2 у женщин).

## Участники
- Афганистан (2)
- Албания (2)
- Алжир (21)
- Американское Самоа (2)
- Андорра (2)
- Ангола (2)
- Нидерландские Антильские острова (3)
- Аргентина (9)
- Армения (2)
- Аруба (1)
- Австралия (45)
- Австрия (6)
- Азербайджан (5)
- Багамские Острова (18)
- Бруней (6)
- Бангладеш (1)
- Барбадос (3)
- Беларусь (43)
- Бельгия (18)
- Белиз (2)
- Бенин (2)
- Бермуды (1)
- Боливия (2)
- Босния и Герцеговина (2)
- Ботсвана (9)
- Бразилия (37)
- Виргинские Острова (Великобритания) (1)
- Бруней (1)
- Болгария (20)
- Буркина-Фасо (3)
- Бурунди (6)
- Камбоджа (2)
- Камерун (8)
- Канада (23)
- Кабо-Верде (1)
- Острова Кайман (2)
- ЦАР (2)
- Чад (2)
- Чили (3)
- Китай (52)
- Китайский Тайбэй (2)
- Колумбия (13)
- Коморы (2)
- Республика Конго (2)
- Острова Кука (2)
- Кот-д’Ивуар (2)
- Хорватия (12)
- Куба (39)
- Кипр (7)
- Чехия (36)
- Дания (5)
- ДР Конго (2)
- Джибути (2)
- Доминика (2)
- Доминиканская Республика (6)
- Эквадор (8)
- Египет (2)
- Сальвадор (2)
- Экваториальная Гвинея (2)
- Эритрея (4)
- Эстония (15)
- Эфиопия (25)
- Фиджи (2)
- Финляндия (30)
- Франция (61)
- Габон (2)
- Гамбия (2)
- Грузия (3)
- Германия (86)
- Гана (11)
- Великобритания (58)
- Греция (66)
- Гренада (3)
- Гуам (2)
- Гватемала (6)
- Гвинея (2)
- Гвинея-Бисау (2)
- Гайана (2)
- Гаити (4)
- Гондурас (1)
- Гонконг (2)
- Венгрия (39)
- Исландия (2)
- Индия (19)
- Индонезия (2)
- Иран (2)
- Ирак (2)
- Ирландия (15)
- Израиль (5)
- Италия (54)
- Ямайка (45)
- Япония (41)
- Иордания (2)
- Казахстан (22)
- Кения (32)
- Кирибати (2)
- Кувейт (5)
- Кыргызстан (7)
- Лаос (2)
- Латвия (17)
- Ливан (2)
- Лесото (2)
- Либерия (2)
- Ливия (2)
- Литва (59)
- Люксембург (1)
- Северная Македония (2)
- Мадагаскар (3)
- Малайзия (2)
- Малави (2)
- Мальдивы (2)
- Мали (2)
- Мальта (2)
- Мавритания (2)
- Маврикий (4)
- Мексика (27)
- Микронезия (2)
- Молдова (13)
- Монако (1)
- Монголия (2)
- Марокко (27)
- Мозамбик (2)
- Намибия (3)
- Непал (2)
- Нидерланды (25)
- Нидерландские Антильские острова (2)
- Никарагуа (3)
- Нигер (2)
- Нигерия (26)
- Новая Зеландия (15)
- КНДР (4)
- Норвегия (10)
- Оман (1)
- Пакистан (2)
- Палау (2)
- Государство Палестина (2)
- Панама (2)
- Папуа — Новая Гвинея (2)
- Парагвай (2)
- Перу (2)
- Филиппины (2)
- Польша (55)
- Португалия (32)
- Пуэрто-Рико (3)
- Катар (14)
- Румыния (28)
- Россия (130)
- Руанда (3)
- Сент-Китс и Невис (2)
- Сент-Люсия (1)
- Сент-Винсент и Гренадины (2)
- Самоа (2)
- Сан-Марино (1)
- Сан-Томе и Принсипи (2)
- Саудовская Аравия (12)
- Сенегал (10)
- Сербия и Черногория (7)
- Сейшельские Острова (2)
- Сьерра-Леоне (2)
- Сингапур (2)
- Словакия (12)
- Словения (18)
- Соломоновы Острова (2)
- Сомали (2)
- ЮАР (38)
- Республика Корея (18)
- Испания (71)
- Шри-Ланка (5)
- Судан (5)
- Суринам (2)
- Эсватини (2)
- Швеция (15)
- Швейцария (10)
- Сирия (2)
- Танзания (8)
- Таджикистан (2)
- Таиланд (3)
- Восточный Тимор (2)
- Тринидад и Тобаго (21)
- Того (2)
- Тонга (2)
- Тунис (6)
- Турция (13)
- Туркменистан (2)
- Уганда (4)
- Украина (54)
- ОАЭ (1)
- США (140)
- Уругвай (3)
- Узбекистан (11)
- Вануату (2)
- Венесуэла (5)
- Вьетнам (2)
- Виргинские Острова (США) (2)
- Йемен (1)
- Замбия (2)
- Зимбабве (6)